# دالي هانسن
دالي هانسن (بالإنجليزية: Dale Hansen)‏ هو معلق رياضي أمريكي، ولد في 2 أغسطس 1948.